# La Chapelle-Chaussée
La Chapelle-Chaussée è un comune francese di 1 132 abitanti situato nel dipartimento dell'Ille-et-Vilaine, nella regione della Bretagna.

## Società

### Evoluzione demografica
Abitanti censiti